# Budi Gunadi Sadikin
Budi Gunadi Sadikin (ur. 6 maja 1964 w Bogorze) – indonezyjski przedsiębiorca; od 23 grudnia 2020 r. minister zdrowia Indonezji w gabinecie prezydenta Joko Widodo.